# Apollo Theater

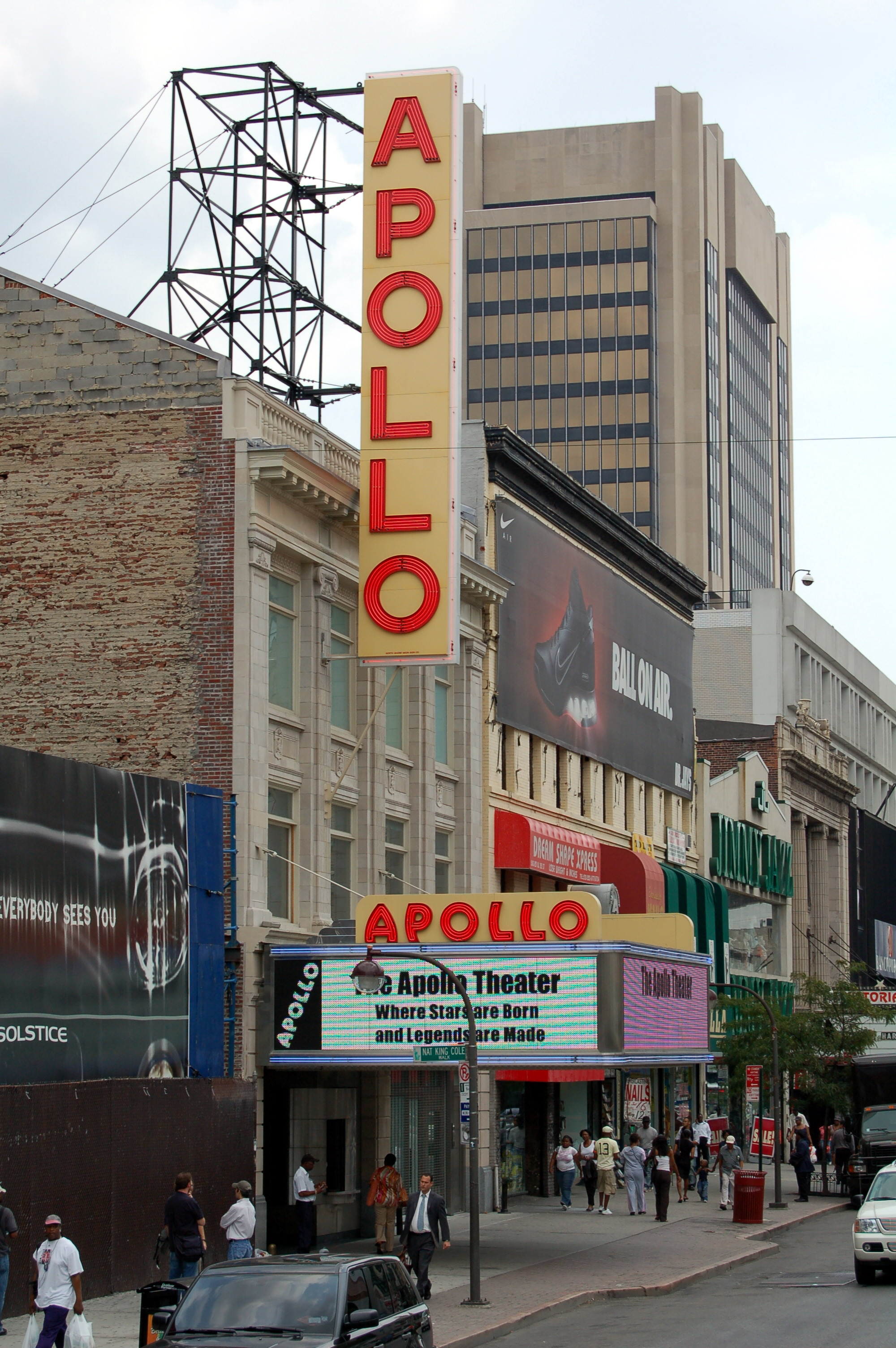
Apollo Theater in Harlem

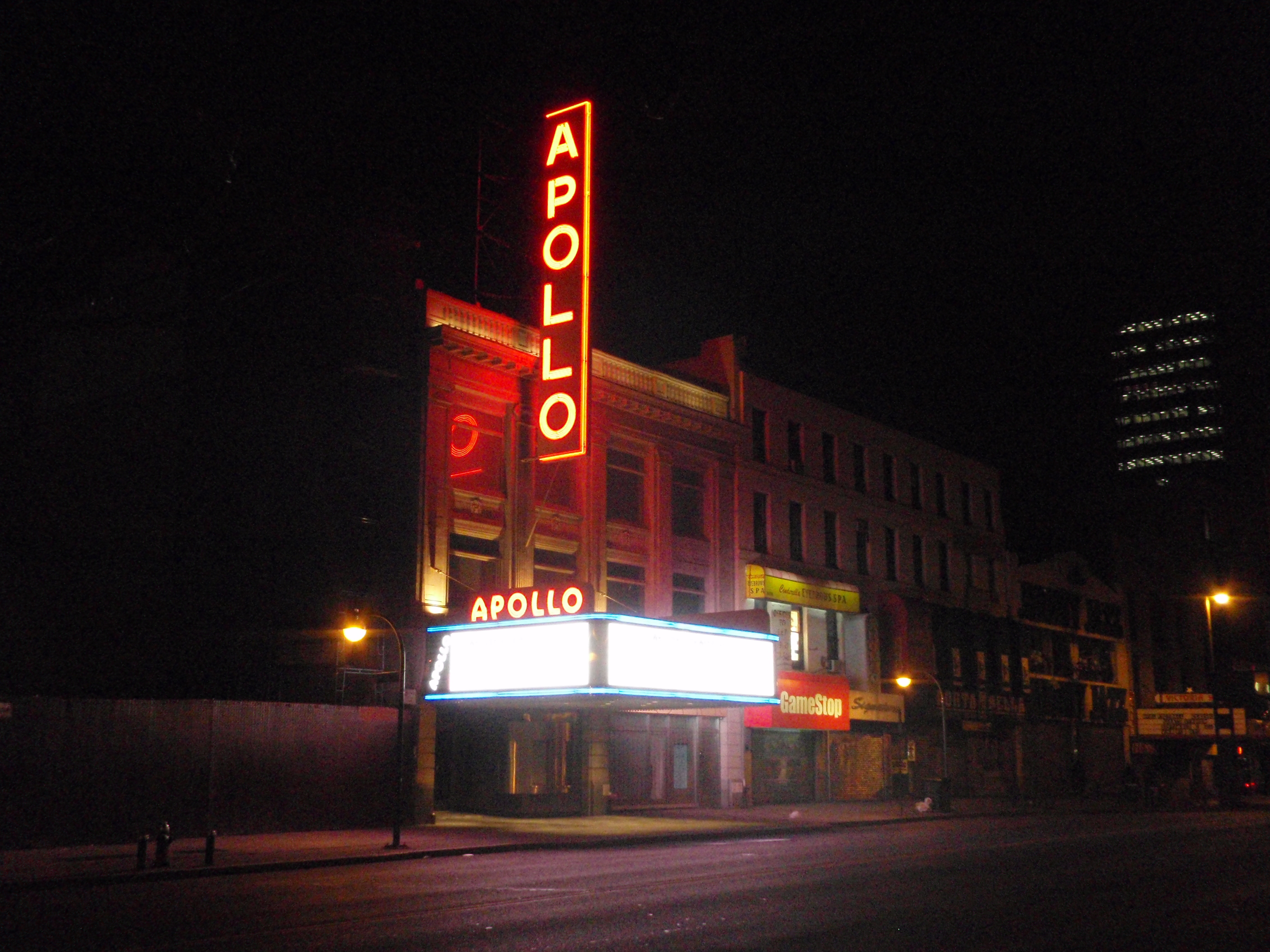
Apollo Theater bei Nacht

Das Apollo Theater an der 254 West 125th Street im New Yorker Stadtteil Harlem ist einer der bekanntesten Aufführungsorte fast ausschließlich schwarzer Musik (Jazz, Blues, Soul, Pop und Hip-Hop) in den USA. Die Veranstaltungsstätte wurde 1914 eröffnet.
Nachdem schon seit den 1870er Jahren eine Tanzhalle gleichen Namens in New York existiert hatte, war im Theater in der 125. Straße (erbaut 1913) in den 1920er Jahren eine Burlesque-Spielstätte (Hurtig and Seamon´s New Burlesque, erst 1928 in Apollo umbenannt), die aber wie damals noch üblich nur Weißen offenstand. 1932 kaufte der Theaterproduzent Sidney S. Cohen das Apollo. 1934 öffnete Cohen das Apollo auch für afroamerikanisches Publikum. Anfang der 1930er Jahre war die Bevölkerung der Gegend gemischt, Mitte der 1930er Jahre dagegen schon überwiegend afroamerikanisch, und Cohen versprach sich anfangs nicht nur mehr Publikum durch diese Öffnung, sondern auch Ersparnisse bei den Künstlergagen durch das Engagement schwarzer Künstler. Nach Cohens Tod übernahm 1935 sein Partner Morris Sussman zusammen mit Frank Schiffman, der schon das Harlem Opera House leitete, das Theater, das Balkonreihen und insgesamt rund 2000 Sitzplätze hatte. In der Harlem Renaissance der Zeit vor dem Zweiten Weltkrieg begann hier die Karriere von Künstlern wie Ella Fitzgerald, die nach ihrem Auftritt in der Amateur Night gleich von Chick Webb engagiert wurde, Sarah Vaughan und Billie Holiday, die in den regelmäßig stattfindenden Amateur Night Shows ihre Chance bekamen. Seinen Höhepunkt als Aufführungsstätte von Jazzmusik hatte es in den 1930er und 1940er Jahren, als Musiker wie Duke Ellington, Louis Armstrong und Count Basie hier auftraten. Im Jahr 1950 trat Nat King Cole im Apollo auf (und wurde in seiner Garderobe vom französischen Fotografen Éric Schwab bei der Lektüre der Zeitschrift Ebony fotografiert). Das Publikum war bisweilen sehr kritisch – Lena Horne etwa jagte es von der Bühne, in dem es sie mit Pennys bewarf. Später war es auch der Auftrittsort zahlreicher Motown-Künstler wie Diana Ross, den Jackson 5 und den Supremes und von Soulmusikern wie Marvin Gaye und James Brown. Brown wurde nach seinem Tod 2006 im Apollo aufgebahrt.
In den 1960er Jahren begann der Niedergang des Clubs, der Ende der 1970er Jahre schloss. 1983 erhielt das Gebäude Denkmalstatus und wurde 1985 wiedereröffnet mit einer im Fernsehen übertragenen Gala Motown Salutes the Apollo. 1991 wurde es vom Staat New York gekauft und von 1992 an durch die Nonprofit-Organisation Apollo Theater Foundation geleitet. Hier finden auch regelmäßig wieder Veranstaltungen für Nachwuchstalente Showtime at the Apollo statt und jeden Mittwoch die Apollo Amateur Night. Ab Dezember 2005 begann eine erste Phase aufwändiger Restaurierung.
Nach dem Tode von Michael Jackson versammelten sich tausende Fans am Apollo Theater. Es war eine der ersten Stationen in der Karriere von Michael Jackson (zusammen mit seiner Familie als The Jackson Five). Er nahm in den späten 1960ern an der Amateur Night teil und gewann sie.
Während ihres Aufenthalts in den Vereinigten Staaten im Jahr 2010 gewann die englische Komponistin, Sängerin, Songwriterin, Pianistin und Cellistin Ayanna Witter-Johnson (die sich den ersten Platz teilte) als erste Nicht-Amerikanerin den ersten Platz bei der berühmten Amateur Night des Apollo Theaters.
Das Theater dient auch als Kulisse für Film-Uraufführungen (z. B. Downtown – A street tale) und politische Events wie zum Beispiel 2002 Bill Clintons Democratic National Committee fundraiser.
Es ist eine der Hauptsehenswürdigkeiten in Harlem und steht Besuchern für historische Führungen offen.